# シライ電子工業
シライ電子工業株式会社（シライでんしこうぎょう）は、滋賀県野洲市に本社を置く電子部品メーカー。一般社団法人日本電子回路工業会正会員加盟企業。

## 概要
プリント配線板の製造を行うメーカーとして、1966年（昭和41年）に白井製作所として個人創業。1970年（昭和45年）にシライ電子工業へ改称し、法人化（株式会社化）した。1994年（平成5年）に海外進出し、同年に香港に白井電子（香港）有限公司を設立した。以降、上海やタイなどに海外事業所を設立している。なお、資本金の増資は数回行われたが、2021年（令和3年）3月12日の取締役会で9,000万円に減資することを発表した。同年5月21日の取締役会で決議された後、同年6月25日に開かれた株主総会（第52回株主定例総会）での決議を経て、同年6月30日に資本金の大幅減資が行われた。

## 沿革
- 1966年（昭和41年）11月1日[1] - 白井治夫により、白井製作所が創業する（個人創業）。当時の資本金は300万円であった。
- 1970年（昭和45年）1月9日[1] - 白井製作所を法人化（株式会社化）。シライ電子工業株式会社を設立し、資本金を900万円に増資する。
- 1971年（昭和46年） - 京都市右京区太秦に新本社工場が完成する。
- 1976年（昭和51年） - 滋賀県野洲郡野洲町（現：野洲市）に滋賀工場（現：冨波工場）が完成する。
- 1980年（昭和55年） - 滋賀工場に全自動印刷機を導入し、一貫生産ラインが完成する。
- 1981年（昭和56年） - 京都市右京区梅津にCADルームが完成する。
- 1985年（昭和60年）
  - 資本金を7,000万円に増資し、本社を京都市右京区西京極に移転。
  - 旧本社工場に多層配線板生産ラインを導入し、京都事業所（後の太秦工場）を設立する。
- 1986年（昭和61年） - 関係会社として、株式会社シライサービスセンターを設立。
- 1988年（昭和63年） - 関係会社として、オーミハイテク株式会社を設立。
- 1989年（昭和64年・平成元年） - 資本金の増資を2回行う。同年3月に1億2,600万円に、同年6月に1億6,600万円にそれぞれ増資。
- 1990年（平成2年）
  - 滋賀県野洲郡野洲町（現：野洲市）に三上工場が完成する。
  - 当社の関係会社、日進サーキット株式会社とシライハイテク工業株式会社を合併する。
  - 東京・大阪・高松・福岡に営業所を開設する。
- 1991年（平成3年） - 資本金の増資を2回行う。同年3月に5億6,182万円、同年9月に7億1,432万円にそれぞれ増資。
- 1992年（平成4年）
  - 長崎に営業所を開設する。三上工場にシライファクトリーパーク開設。
  - 株式会社シライサービスセンターを、シライ物流サービス株式会社に商号変更。
- 1993年（平成5年） - 金沢に営業所を開設する。
- 1994年（平成6年）
  - 3月1日 - グロリヤ電子工業株式会社をグループ化（100%子会社化）する。
  - 香港に白井電子（香港）有限公司を設立する。
  - CNCドリリング専用の野洲第2工場を設立し、NC穴あけ自動ラインを導入する。
- 1996年（平成8年） - ISO9001を認証取得する。
- 1997年（平成9年）
  - 福岡・長崎の営業所を統合し、九州営業所を開設する。
  - 香港に白井電子科技（香港）有限公司を設立する。
- 1998年（平成10年） - 白井電子（香港）有限公司を白井電子科技（香港）有限公司に統合する。
- 2000年（平成12年） - ISO14001を認証取得。
- 2002年（平成14年）
  - プリント配線板最終外観検査機事業を開始。
  - 愛知県安城市に中部営業所を開設。
  - 香港に合弁会社・科惠白井電路有限公司（Techwise Shirai Circuits Ltd.）を設立。
- 2003年（平成15年） - 中国広東省清遠市に科惠白井（佛岡）電路有限公司が完成し、3月より生産を開始する。
- 2006年（平成18年）3月13日 - ジャスダック証券取引所に上場。資本金を13億6,172万円に増資する。
- 2007年（平成19年）
  - 中国広東省珠海市に白井電子科技（珠海）有限公司（白井電子科技（香港）有限公司の100%子会社）を設立する。
  - 京都市中京区に開発センターを開設する。
  - 中国上海に白井電子商貿（上海）有限公司（白井電子科技（香港）有限公司の100%子会社）を開設する。
- 2008年（平成20年） - 中国深センに白井電子商貿（深セン）有限公司（白井電子科技（香港）有限公司の100%子会社）を開設する。
- 2009年（平成21年）
  - 構造改革の一環として生産管理センター内に営業本部を設置し、本社を京都市右京区西京極から京都市右京区梅津（旧：CADセンター）に移転。
  - 白井電子科技（珠海）有限公司の第一期工事が完成し、8月より生産を開始する。
- 2012年（平成24年） - タイのバンコクに白井電子科技（香港）有限公司の駐在員事務所を開設する。
- 2014年（平成26年）3月1日 - グロリヤ電子工業株式会社（当社の100%子会社）を吸収合併する[9]。
- 2015年（平成27年） - 京都市南区に技術センターを開設する。
- 2018年（平成30年） - 滋賀県野洲市の三上工場敷地内に新棟が完成する。これに併せて、同工場の名称を三上事業所に変更する。
- 2019年（平成31年・令和元年） - メキシコのグアナファト州に白井電子科技（香港）有限公司の子会社、Shirai Electronics Trading Mexico S.A. de C.V.を開設する。
- 2021年（令和3年）
  - 3月12日 - 取締役会で資本金の大幅減資を発表し、当社の資本金を9,000万円とする方針を発表した[6]。
  - 5月21日 - 取締役会で資本金の大幅減資が決議される[8]。
  - 6月25日 - 株主総会（第52回株主定例総会）で資本金の大幅減資が決議される[7][8]。
  - 6月30日 - 資本金の大幅減資を行う[7][8]。なお、減少した資本金はすべてその他資本剰余金への振り替えが行われた[7][8]。

（注記なき出典：）

## 事業所

### 国内

#### 拠点
- 滋賀本社 - 滋賀県野洲市南櫻 1477-8
- 京都本社・ソリューションセンター - 京都市南区久世東土川町 364-1
- 営業統括 - 滋賀県野洲市南櫻 1477-8
- 野洲管理センター - 滋賀県野洲市小篠原 751-1
- 関東営業所 - 埼玉県川越市芳野台 1-103-60（※サテライトオフィス。P板開発サービス統括を併設）[2]
- 中部営業所 - 愛知県安城市和泉町大海古 5-5
- 九州営業所 - 長崎県大村市雄ヶ原町 1298-29

#### 工場
- 三上工場 - 滋賀県野洲市南櫻 1477-8
- 冨波工場 - 滋賀県野洲市冨波甲 13-5
- 守山工場 - 滋賀県守山市立入町字川原 457

### 海外
- Shirai Electronics Technology(HK)Ltd.：白井電子科技（香港）有限公司
- Shirai Electronics Technology(Zhuhai)Ltd.：白井電子科技（珠海）有限公司
- Shirai Electronics Trading(Shanghai)Co., Ltd.：白井電子商貿（上海）有限公司
- Shirai Electronics Trading(Shenzhen)Co., Ltd.：白井電子商貿（深セン）有限公司
- Shirai Electronics Trading(Thailand)Co., Ltd.
- Shirai Electronics Trading Mexico S.A. de C.V.
- Techwise Shirai Circuits Ltd.：科惠白井電路有限公司
- Techwise Shirai(Fogang)Circuits Ltd.：科惠白井（佛岡）電路有限公司

### グループ会社
- オーミハイテク - 滋賀県野洲市木部 220-2
- シライ物流サービス - 滋賀県野洲市南櫻 1477-8

（出典：）